# Tyler Flowers
Cole Tyler Flowers (ur. 24 stycznia 1986) – amerykański baseballista, który występował na pozycji łapacza.

## Przebieg kariery
Flowers został wybrany w 2005 roku w 33. rundzie draftu przez Atlanta Braves, ale występował jedynie w klubach farmerskich tego zespołu. W grudniu 2008 przeszedł w ramach wymiany zawodników do Chicago White Sox, w którym zadebiutował 3 września 2009 w meczu przeciwko Chicago Cubs, rozgrywanego w ramach interleague play, jako pinch hitter. W latach 2009–2011 występował głównie w klubie farmerskim White Sox Charlotte Knights.
Po odejściu podstawowego gracza na tej pozycji A.J. Pierzynskiego do Texas Rangers, był pierwszym łapaczem w zespole w pierwszej części sezonu 2013, jednak z powodu słabych występów, został zastąpiony na tej pozycji przez debiutanta Josha Phegleya.
16 grudnia 2015 podpisał dwuletni kontrakt z Atlanta Braves.